# سد أوبارا
سد أوبارا  هو سد جاذبية يقع في محافظة شيمانه في اليابان. يستخدم السد للسيطرة على الفيضانات وإمدادات المياه. تبلغ مساحة مستجمعات المياه في السد 289 كيلومترًا مربعًا. يحجز السد حوالي 230 هكتارًا من الأرض عندما يمتلئ ويمكنه تخزين 60800 ألف متر مكعب من المياه. بدأ بناء السد في عام 1987 واكتمل في عام 2010. 